# Монкуко (Бјела)
Монкуко је насеље у Италији у округу Бијела, региону Пијемонт.
Према процени из 2011. у насељу је живело 27 становника. Насеље се налази на надморској висини од 245 м.